# Michele Ungaro
(Michele Ungaro ed altri giovani cerretesi su di un carro anarchico che attraversava Cerreto Sannita all'indomani della concessione della Costituzione da parte di Ferdinando II delle Due Sicilie nel 1848)
Michele Ungaro (Cerreto Sannita, 4 ottobre 1819 – Cerreto Sannita, 30 aprile 1890) è stato un patriota, politico e magistrato italiano.
Nel 1848 partecipò alle vicende storiche di quell'anno ed all'indomani dell'unificazione italiana divenne il primo presidente del Consiglio provinciale di Benevento. Sindaco di Cerreto Sannita, è stato per quattro legislature deputato al Parlamento nelle file della sinistra storica.

## Biografia

### I primi anni e la carriera nella magistratura
Figlio di Giambattista e di Maria Antonia Savoja, discendeva da una fra le più importanti e illustri famiglie cerretesi il cui capostipite era Giulio Ungaro, governatore della contea superiore dei Carafa dal 1718.
Educato fin da giovane in un Collegio gesuita, studiò successivamente presso il Seminario Diocesano di Cerreto Sannita per poi laurearsi in legge a Napoli. Nel 1846, dopo aver vinto un concorso, divenne giudice eseguendo l'apprendistato presso la Procura del Re nel Tribunale di Napoli.
Allo scoppio dei moti del 1848 egli si trovava nel suo paese natale dove, all'annuncio della concessione di una Carta Costituzionale da parte del Re, con altri giovani cerretesi allestì un carro anarchico che attraversò la cittadina al grido di "Viva l'Italia, Viva la Costituzione".
Nel 1849 fu nominato Giudice di prima classe nella Corte di Casoria. Successivamente passò al Tribunale di Sora e, infine, al Tribunale di Sala Consilina dove giudicò alcuni personaggi minori che parteciparono alla spedizione di Sapri.

### L'ingresso in politica e la presidenza della Provincia di Benevento
Nel 1860 abbandonò la magistratura per dedicarsi all'avvocatura e alla politica. Nello stesso anni aderì al Comitato di Azione che mirava a supportare localmente la causa dell'unificazione italiana.
Nel 1861, all'indomani dell'Unità d'Italia, fu eletto primo presidente del Consiglio provinciale di Benevento, carica che mantenne fino al 1863 e alla quale venne nuovamente rieletto nel 1865 e nel 1871.
Nel gennaio del 1865 scrisse un opuscolo nel quale, prendendo come spunto un recente progetto di legge che mirava a riorganizzare la rete ferroviaria italiana, condannò fortemente l'azione politica della destra al governo, la quale aveva concesso "per un secolo intero il monopolio di tutte le Ferrovie dell'Italia nelle mani di quattro sole Società industriali". Nell'opuscolo Michele Ungaro ribadiva la sua ferma opposizione contro qualsiasi tipologia di monopolio affermando, tra l'altro, che è necessario che le imprese "abbiano il maggior possibile numero di concorrenti i quali, anche quando siano esteri, produrranno sempre i due immensi vantaggi, l'uno di migliorare le condizioni delle intraprese per riuscire a preferenza di altri, il secondo di essere di sprone e di esempio ai nazionali per fecondare e per promuovere lo spirito di associazione".

### Deputato al Parlamento
Il 22 ottobre 1865 venne eletto deputato nel collegio di Caiazzo per la IX legislatura.
Durante la legislatura successiva fu inviato in Egitto dal Governo per difendere i diritti dei coloni italiani. Al termine di questa missione scrisse un libro dal titolo "La vera questione egiziana" edito dalla casa editrice Pergola nel 1869.
In Parlamento sedette fra le file della sinistra storica e divenne ottimo amico di Garibaldi come testimonia un telegramma autografo che l'Eroe dei due Mondi spedì all'Ungaro. La sua appartenenza alla sinistra storica trova conferma in un manifesto del 1867 diretto ai suoi elettori, nel quale contestò duramente i governi di destra che sino ad allora si erano succeduti. Nel manifesto affermò chiaramente che sarebbe rimasto all'opposizione fino a quando il governo non "avesse cambiato sistema" e fatto "quel bene che la Nazione ha diritto di attendersi dal Governo".
Fu rieletto alla Camera nelle elezioni del 1870 e in quelle del 1874.

### Sindaco di Cerreto Sannita

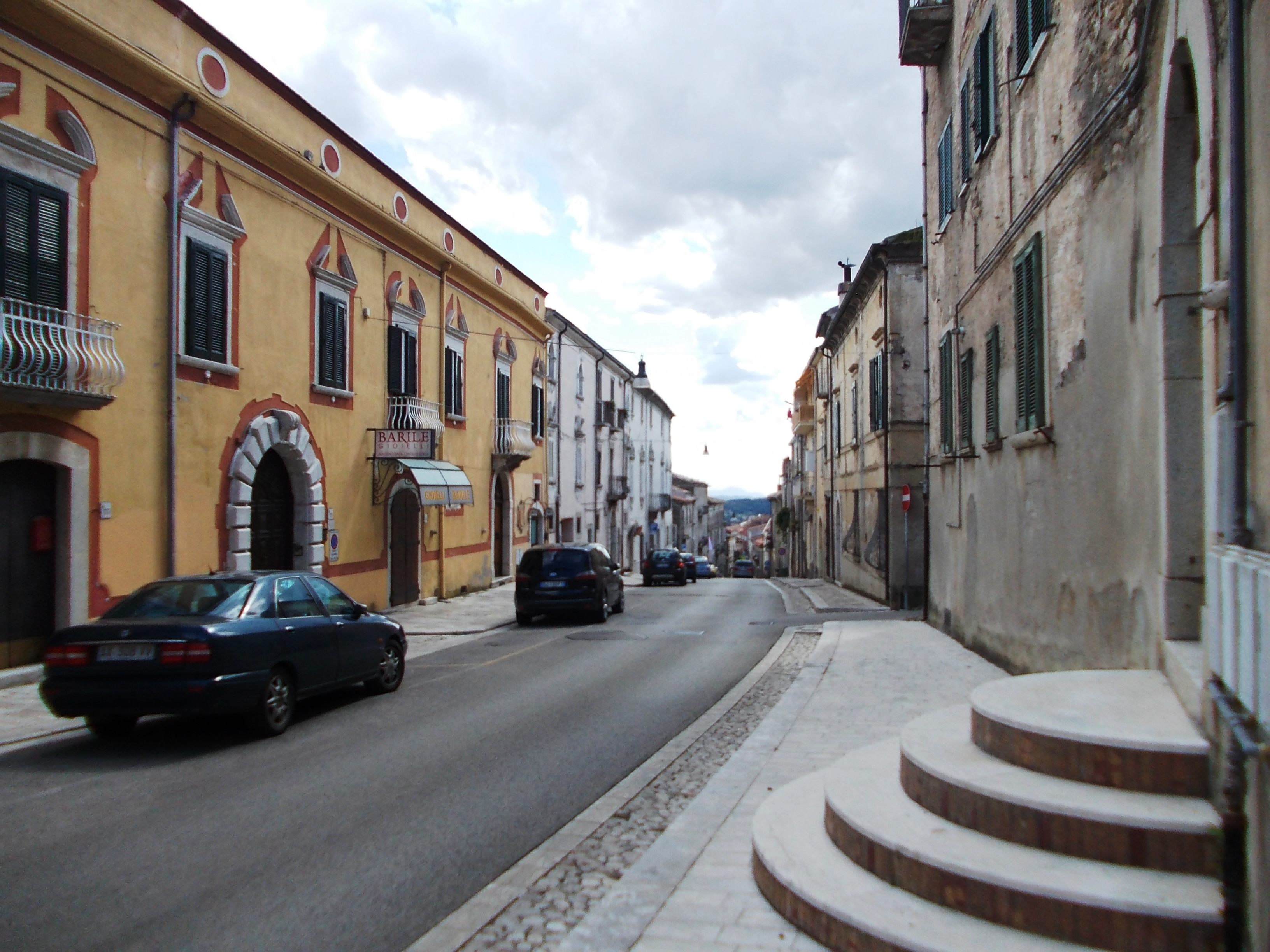
Scorcio di Via Michele Ungaro (Cerreto Sannita). La strada, impervia e dissestata, fu rifatta a spese di Michele Ungaro durante il suo sindacato.

Dal 1874 al 1878 ricoprì la carica di Sindaco di Cerreto Sannita.
Durante il suo mandato cercò di ridurre il debito comunale che al 1873 ammontava a 50.000 lire (circa 200.000 euro). A causa della carenza di fondi comunali rifece a sue spese la strada che oggi porta il suo nome, dall'angolo di vico Molino all'angolo di vico dei Platani, della lunghezza di 110 metri, che era impervia "e disonorevole per essere frequentata e posta in vicinanza alla piazza principale della Città e quindi osservata a nostro disdoro da tutti i forestieri".
In qualità di sindaco si adoperò anche per istituire l'archivio comunale. Inoltre annotò le denominazioni di tutte le strade comunali onde evitare le usurpazioni che si erano verificate nel corso degli anni; spianò e diede decoro al terreno antistante il cimitero comunale; ordinò al custode cimiteriale di tenere il registro mortuario.
In un suo discorso distribuito durante le elezioni comunali del 1875 elencò le opere che si impegnava a completare nel nuovo mandato: eliminazione delle tombe private realizzate abusivamente nel cimitero "troppo sconciamente fatte e piene di errori ortografici"; il rispetto dell'annona da parte dei panettieri e dei pizzicagnoli; la vendita della carne solo in determinati giorni della settimana; l'edificazione del mattatoio; la costruzione di nuove aule scolastiche.

### Gli ultimi anni
Il 3 marzo 1881, ormai ritiratosi dalla vita politica, convocò nel suo palazzo un'assemblea di artigiani ed operai di Cerreto Sannita che diede vita alla "Società di Mutuo Soccorso fra gli Operai di Cerreto Sannita" nella quale ricoprì anche la carica di censore sino alla morte avvenuta nel 1890.
Dall'ingegno vivace, fu anche poeta e scrittore. Sposatosi con Luisa Grilli ebbe tre figli dei quali due, Armando e Riccardo, si dedicarono alla vita politica ricoprendo per più mandati le cariche di sindaco e di consigliere provinciale.
Dopo appena tre giorni dalla morte il Consiglio comunale di Cerreto Sannita, presieduto dal barone Giuseppe Magnati, gli intitolò la parte meridionale della via che portava a Telese, strada che ancora oggi porta il suo nome.

## Commemorazioni
Nel 2019, in occasione dei 200 anni dalla nascita, la Società operaia di Cerreto Sannita ha promosso una campagna di studi per approfondire la vita e l'operato culturale e politico di Michele Ungaro. Le manifestazioni del bicentenario, durate da settembre 2020 a gennaio 2021, sono state patrocinate dalla Camera dei deputati, dalla provincia di Benevento e dal Comune di Cerreto Sannita e hanno visto un susseguirsi di conferenze, mostre e convegni.
Al termine del bicentenario è stata pubblicata a cura della Società Operaia di Mutuo Soccorso di Cerreto Sannita l'antologia "Michele Ungaro: scritti per il bicentenario della nascita" contenente tredici saggi inediti scritti da nove storici locali. L'opera è divisa in quattro parti e descrive le vicende familiari, il contesto sociale, la produzione letteraria e l'impegno politico. Nel 2020 è stata pubblicata una seconda antologia dedicata a Michele Ungaro intitolata "Simbolismi esoterici e religiosi nella Cerreto Sannita di Michele Ungaro". Negli anni 2020-2021, con nuove attività di ricerca, sono emersi documenti inediti che riguardano soprattutto il periodo in cui Ungaro ha rivestito gli incarichi di "regio delegato" (commissario) e poi di sindaco di Cerreto Sannita. Grazie a questi nuovi documenti si è scoperto che fu Michele Ungaro a commissionare il ponte di Annibale di Cerreto Sannita.
Il comune di Cerreto Sannita, alla fine delle manifestazioni del bicentenario, ha provveduto a rifare in ceramica cerretese la targa toponomastica di via Michele Ungaro.